# هايدونغ
هايدونغ (بالصينية: 海东市 )‏ هي مدينة على مستوى محافظة، في جمهورية الصين الشعبية، تتبع تشينغهاي، تبلغ مساحتها 12,810 كيلومتر مربع، رمزها البريدي هو 810700.

## التقسيمات الإدارية
- Ping'an, Haidong [الإنجليزية]‏
- Minhe Hui and Tu Autonomous County [الإنجليزية]‏
- Ledu, Haidong [الإنجليزية]‏
- Huzhu Tu Autonomous County [الإنجليزية]‏
- Hualong Hui Autonomous County [الإنجليزية]‏
- شونهوا (مقاطعة صينية).